# Nazionale maschile di pallacanestro di Singapore
La nazionale di pallacanestro di Singapore è la rappresentativa cestistica di Singapore ed è posta sotto l'egida della Federazione cestistica di Singapore.

## Piazzamenti

### Olimpiadi
- 1956 - 13°

### Campionati asiatici
- 1963 - 7°
- 1965 - 9°
- 1967 - 10°
- 1971 - 8°
- 1973 - 10°

- 1975 - 7°
- 1977 - 11°
- 1979 - 10°
- 1981 - 11°
- 1983 - 14°

- 1985 - 12°
- 1987 - 11°
- 1989 - 11°
- 1991 - 10°
- 1993 - 16°

- 2001 - 14°
- 2015 - 15°

### Giochi asiatici
- 1954 - 5°
- 1958 - 5°
- 1962 - 8°
- 1970 - 10°

## Formazioni

### Olimpiadi
Pallacanestro ai Giochi della XVI Olimpiade3 Ong, 4 Ho, 5 Ko, 6 Yee, 7 Lee, 8 Wong, 9 Sy, 10 Sien, 11 Yeo, 12 Chen, 13 Wee, 14 Henderson,        All. Charlie Sien

### Campionati asiatici
Campionato asiatico maschile di pallacanestro 20014 Ang, 5 I.S. Lim, 6 Teo, 7 Wong, 8 W.L. Goh, 10 Koh, 11 Pang, 12 Zheng, 13 J.A. Goh, 14 C.K. Lim, 15 Pathman,        All. -
Campionato asiatico maschile di pallacanestro 20151 S.Y. Ng, 2 Oh, 4 Su, 5 Wong, 8 Toh, 9 J.J.L. Ng, 10 Kwek, 12 S.Y. Lim, 17 H. Ng, 22 K. Lim, 23 Goh, 83 Tan,        All. Neo Beng Siang

### Giochi asiatici
Pallacanestro ai III Giochi asiaticiChew, Kee, Ko, Koy, Lim, Low, Naidu, Ong, Soh, Tan, Wee, Wong, Yee, Yow, All. Hor Chin Or

## Nazionali giovanili
- Nazionale Under-18
- Nazionale Under-16